# NBA Live 95
NBA Live 95 è un videogioco di pallacanestro sviluppato da EA Canada ed edito da EA Sports, primo della serie NBA Live.
Il gioco è il seguito di NBA Showdown, quinto e ultimo gioco della serie NBA Playoffs, rinominata da questo titolo NBA Live. Con NBA Live 95 sono apparse per la prima volta squadre fittizie nei videogiochi NBA.